# توماس أرنولد
توماس وولكر آرنولد (بالإنجليزية: Thomas Walker Arnold) (1864- 1930 م) مستشرق بريطاني شهير.

## سيرته
بدأ حياته العلمية في جامعة كمبردج، حيث أظهر حبه للغات فتعلم العربية وانتقل للعمل باحثًا ومدرسًا في جامعة عليكرة الإسلامية في الهند حيث أمضى هناك عشر سنوات، ألَّف فيها كتابه المشهور (الدعوة إلى الإسلام) الذي نال قبولًا كبيرًا لدى الباحثين المسلمين، ولكنَّ أحد طلابه في كلية عليكره وهو عبد الحميد الفَراهي كان ينتقد الكتابَ انتقادًا شديدًا، ويرى أن الغرض من تأليفه تجريد المسلمين من روح الجهاد.
ثم عمل أستاذًا للفلسفة في جامعة لاهور، وفي عام 1904 عاد إلى لندن ليصبح أمينًا مساعدًا لمكتبة إدارة الحكومة الهندية التابعة لوزارة الخارجية البريطانية، وعمل في الوقت نفسه أستاذًا غير متفرغ في جامعة لندن، وكان عضوَ هيئة تحرير دائرة المعارف الإسلامية التي صدرت في ليدن بهولندا في طبعتها الأولى. وعمل أستاذًا زائرًا في الجامعة المصرية عام 1930. ويُذكر أنه كان معلِّما للمفكِّر الإسلامي والشاعر الهندي محمد إقبال.

## وفاته
توفي توماس آرنولد في 9 يونيو (حَزِيران) 1930م.